# Centroina
Centroina is een geslacht van spinnen uit de  familie van de Lamponidae.

## Soorten
- Centroina blundells (Platnick, 2000)
- Centroina bondi (Platnick, 2000)
- Centroina dorrigo (Platnick, 2000)
- Centroina enfield (Platnick, 2000)
- Centroina keira (Platnick, 2000)
- Centroina kota (Platnick, 2000)
- Centroina lewis (Platnick, 2000)
- Centroina macedon (Platnick, 2000)
- Centroina sawpit (Platnick, 2000)
- Centroina sherbrook (Platnick, 2000)
- Centroina whian (Platnick, 2000)